# Nicolas François de Neufchâteau
Nicolas François de Neufchâteau, conocido como François de Neufchâteau y el conde François de Neufchâteau, es un escritor, político y agrónomo francés, nacido en Saffais ( ducado de Lorena ) el 17 de abril de 1750 y murió en París el 10 de enero de 1828.

## Biografía

### Joven poeta y funcionario
François “de Neufchâteau” era hijo de Nicolas François, regente de la escuela en Saffais , y Marguerite Gillet. Su padre fue más tarde un agricultor en una tienda de sal y controlador en Saint-Martin de Vrécourt.
Henri d'Hénin, alguacil de Alsacia que residía en Neufchâteau, notó tanto la precocidad y vivacidad de la inteligencia como las disposiciones poéticas del joven François. Versos que compuso a la edad de 12 años, para agradecer a su mecenas, le valieron la aprobación de Rousseau y Voltaire, quienes respondieron a una de sus halagadoras epístolas :

“  Debo tener éxito. Y te amo como mi heredero.   "

François realizó sus primeros estudios con los jesuitas de Neufchâteau, luego estudios de derecho en Reims.
En 1765 , con apenas 15 años, publicó su primer volumen de poesía , "Poésies divers", seguido de "Pièces fugitives". Ese mismo año fue recibido, a pesar de su corta edad, en la Academia de Dijon , antes de ser admitido por los de Lyon , Marsella y Stanislas  en Nancy .
A los dieciséis años, se le autorizó a agregar el nombre de la ciudad de Neufchâteau en los Vosgos a sus   : su apellido se convirtió en “  François de Neufchâteau  ” .
En 1770, fue nombrado profesor en el nuevo colegio episcopal de Saint-Claude de Toul (fundado el año  anterior ), pero fue rápidamente eliminado debido a sus "ideas filosóficas" .
Abogado en Reims desde 1770 , luego en Vézelise, finalmente en París, fue eliminado de la lista de abogados del Parlamento de París en 1775.
La 9 de enero de 1776 se casó con M lle Dubus, de 16 años, hija de un ex bailarín principal de la Ópera, Hyacinthe Dubus. El titulado en el matrimonio "oficial del Rey". Su joven esposa falleció el 18 de abril siguiente. Viudo, se casó con M Miss Apple en 1782 , pero para una unión separada constantemente, hasta la muerte de esta esposa en 1805.
El mismo año 1776, François de Neufchâteau compró el cargo de teniente general civil y criminal en la bailía real y presidial de Mirecourt en los Vosgos . Se convirtió en subdelegado de la administración de Lorena en 1781.
Se trataba de una traducción de la obra de Ariosto, cuando el ministro de Marina mariscal de Castries lo nombró fiscal general cerca del Consejo Superior de Cap Français, en Santo Domingo francés. Pero su viaje hasta su puesto fue muy accidentado: su coche se averió no lejos de Châtellerault; en Angulema se envenenó con hongos y cayó gravemente enfermo en Burdeos. Permaneció en Cap-Français desde el 17 de diciembre de 1782 a finales de 1787, y allí ocupó su tiempo libre no sólo terminando su traducción de Ariosto , sino también, después de haber estudiado la economía de esta colonia y los medios para desarrollarla, publicando algunos panfletos, entre ellos un: Memorias sobre el medio de hacer florecer la colonia de Saint-Domingue, se dice que fue consultado más de una vez por Bonaparte.
Abolido el Consejo Superior de Cap, no se sintió muy feliz en el viaje de regreso porque su barco naufragó y encalló en las rocas de Mogane, donde François de Neufchâteau permaneció en gran peligro durante siete días. En el naufragio perdió no solo su fortuna, sino también su manuscrito de la traducción de Ariosto en el que tenía grandes esperanzas. Un barco que pasó por casualidad en las cercanías de Mogane lo llevó de regreso a Ciudad del Cabo, donde, a pesar de todo su coraje, su salud se vio seriamente dañada. Tuvo que pedir su jubilación que obtuvo con 3.000  libras de pensión, y, finalmente regresando a Francia en 1788, se retiró a su pequeña finca de Vicherey en los Vosgos, donde pasaba su tiempo libre cultivando gusanos de seda.
Colaborador del "Almanac des Muses" y luego de "La feuille villageoise", tradujo en verso a Orlando furioso. El amanecer de la Revolución cuyo inicio saludó con entusiasmo, y le aportó un nuevo elemento a su actividad.
En 1789, escribió los cuadernos de quejas para la Bailía de Toul y fue elegido diputado adjunto de los Estados Generales, juez de paz de un cantón, luego administrador del departamento de Vosges (12 de junio de 1790): obtuvo tantos votos como Dagobert (o "Donat" ) Vosgien, para la presidencia de la dirección del departamento pero este último no fue proclamado elegido por el beneficio de la edad.
François de Neufchâteau pasó unos días en la prisión Metz, en agosto de 1789, pero siguiendo este asunto iniciado por el lugarteniente del rey de Toul; se convirtió en juez de paz del cantón de Vicherey, entonces miembro del directorio del departamento de Vosges.